# Ерохово (Ленинградская область)
Еро́хово (фин. Jorohkova) — упразднённая деревня на территории современного Заневского городского поселения Всеволожского района Ленинградской области.

## Географическое положение
Находилась на Колтушской возвышенности, к северу и смежно с деревней Токкари.

## История
Деревня Jaroho упоминается в наиболее старых из сохранившихся церковных регистрационных книгах Колтушского лютеранского прихода 1745 года.
Обозначена на карте Санкт-Петербургской губернии 1792 года прапорщика Н. Соколова, как деревня Ерахова.
Как деревня Ерохова упоминается на «карте окружности Санкт-Петербурга» 1810 года.
Затем на карте Ф. Ф. Шуберта 1834 года она вновь обозначена как Ерахова, восточнее деревни Токкари и западнее деревни Хирваста.

ЕРОХОВА — деревня принадлежит ротмистру Александру Чоглокову, жителей 2 м. п., 1 ж. п. (1838 год)

Как деревня Ерохово упоминается на Плане генерального межевания Шлиссельбургского уезда.

ЕРОХОВА — деревня г. Чоглокова, по просёлкам, 2 двора, 2 души м. п. (1856 год)

Число жителей деревни по X-ой ревизии 1857 года: 2 м. п., 3 ж. п..

ЕРОХОВА — деревня владельческая, при колодцах, 2 двора, 2 м. п., 3 ж. п. (1862 год)

Согласно подворной переписи 1882 года в деревне проживала 1 семья, число жителей: 6 м. п., 2 ж. п.; разряд крестьян — собственники; все лютеране.

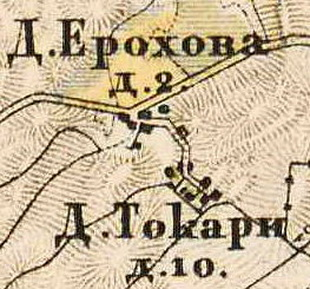
План деревень Ерохово и Токкари. 1885 год.

В 1885 году, а также в 1893 году, согласно карте Шлиссельбургского уезда, деревня Ерохово насчитывала 2 крестьянских двора. По данным Материалов по статистике народного хозяйства в Шлиссельбургском уезде от 1885 года, в деревне был 1 крестьянский двор, его хозяева занимались молочным животноводством.

ЕРОХОВО — посёлок на земле Янинского сельского общества, при проселочной дороге 2 двора, 11 м. п., 6 ж. п., всего 17 чел. (1896 год)

В конце XIX — начале XX века деревня административно относилась к Колтушской волости 2-го стана Шлиссельбургского уезда Санкт-Петербургской губернии. Население деревни было однородным — финским.
В 1909 году в деревне было 5 дворов.

План деревень Ерохово и Токкари. 1939 год.

Согласно топографической карте 1939 года деревня насчитывала 4 двора.
Затем деревня Хирвости поглотила Ерохово и слилась своим восточным краем с деревней Токкари.